# Вукашин Лугоња
Вукашин (Петров) Лугоња (Дубровник, 1949) српски је примариус доктор и писац.

## Биографија
Вукашин (Петров) Лугоња родио се 1949. године у Дубровнику. Поријеклом је из Ивице, села Лугоња, у општини Љубиње.
Медицински факултет је завршио у Сарајеву, а специјализацију из анестезиологије са реуматологијом у Београду, гдје је стекао звање примаријус.
Живио је са родитељима у Требињу, гдје се оженио и засновао породицу. Са супругом Мирјаном има сина Петра и кћер Јелену.
Радио је у Медицинском центру у Требињу и био први њихов специјалиста из поменутих области медицине.
Оснивач је интезивне његе у Општој болници у Требињу, и био њен начелник.
Увео је најсавременије методе анестезије у разне хируршке гране Опште болнице у Требињу, примјенио први пут респиратор-вјештачка плућа у интезивној њези.
Био је предавач у Медицинској школи у Требињу.
Зачетник је акупунктуре и терапије бола коју је завршио на Војно-медицинској академији у Београду, упоредо са пост-дипломским студијама.
Радио је у Гинеколошко-акушерској клиници Медицинског факултета у Београду. Поред највећег стручног признања примариус, био је и ментор из анестезиологије.
Тагође, радио је и на Очној клиници Клиничгог центра Србије. Оснивач је приватне праксе „Породични доктор”.
За вријеме рата 1991-1995. године био је предсједник секције здравства за Херцеговину у удружењу Срба из БиХ у Београду. Тада је добровољно радио у болници у Требињу и сав приход поклонио тој болници.
Сада ради у првој приватној специјалној гинеколошкој болници за стерилитет у Београду. Члан је друштва гуслара Стара Херцеговина и Утекса, музичког удружења текстописаца Србије.
Као човјек, доктор и хуманиста стално је присутан у свом завичајном Љубињу у Херцеговини.
Тренутно живи и ради у Београду.

## Награде
- Сребрна плакета Црвеног крста

## Дела
Вукашин (Петров) Лугоња је објавио преко 40 стручних радова.
Поред свог главног занимања, бави се и писањем поезије и прозе. До сада је објавио три дјела, и то:
- Лугоње из Ивице кроз пјесму и разговор
- У добру смо добро посрнули
- Двери душе

Издао је и компакт дискове:
- Лугоње из Ивице кроз пјесму и разговор
- Херцеговина у пјесми
- Завјет о пјесми и свирци[3]

Теме његових дијела су везане за његову завичајну Ивицу и Херцеговину. Издата дјела му се налазе и у Завичајној збирци Народне библиотеке „Др Љубо Михић” у Љубињу.